# Олёр
Олёр — река в Нижнеколымском районе Якутии. Длина реки — 229 км. Площадь водосборного бассейна — 3890 км².
Начинается в озере Большой Олёр на высоте 14 метров над уровнем моря к югу от урочища Оттох. Течёт в общем северо-восточном направлении по равнинной тундре. Русло реки сильно извилистое, в бассейне присутствует множество озёр. Впадает в реку Большая Чукочья слева на расстоянии 207 километров от её устья.

## Притоки
Объекты перечислены по порядку от устья к истоку.
- 31 км: Вайгуэм
- 37 км: Каваркадану
- 131 км: Оппар
- 153 км: Семён-Юрях
- 177 км: Кучугуй-Олёр-Сяне
- 178 км: Баранатталах-Сяне
- 203 км: Чондуя

Код водного объекта — 18060000112117700075700.